# De Locis sanctis
De Locis sanctis és una de les obres més conegudes d'Adamnà i recull un viatge per Terra Santa presentat en un manuscrit al rei Aldfrith de Northúmbria en 698. Adamnà no va escriure la crònica d'un viatge propi, sinó que va compilar diversos testimonis, essent el principal el del bisbe Arculf. Hi va incloure diverses llegendes populars i relats de peregrins per fer més amè el periple principal. Malgrat el títol, aquest recorregut no es limita a Jerusalem i els seus voltants sinó que inclou aspectes i descripcions sobre indrets rellevants per a un cristià com si estiguessin inclosos dins la ruta. Per això al llibre de viatges tradicional, cal afegir la voluntat teològica en l'escriptura de l'obra, fet que explica manca de concreció sobre detalls del viatge quan aquests no transmeten un missatge doctrinal al lector.
L'obra es divideix en tres llibres. El primer comença amb la visita d'Arculf a Jerusalem, sense que s'indiquin les circumstàncies d'aquest viatge, i destaca la descripció de tombes i esglésies lligades a passatges bíblics. També defensa el paper de les relíquies i del pelegrinatge per enfortir la fe. El segon llibre se centra en visites a tombes de personatges de l'Antic Testament i a Betlem. El tercer, molt més breu, descriu relíquies i llocs d'interès a Constantinoble, a l'època una de les capitals polítiques cristianes de més poder.
L'èxit de l'obra va fer que es copiés en diversos manuscrits i que servís de font per a altres llibres de viatges religiosos, especialment després de la versió que en va fer Beda amb el mateix títol.